# Brahui (taal)
Brahui (Brahui: براهوئی) is een Dravidische taal die voornamelijk wordt gesproken door het Brahui (volk) in het centrale deel van de provincie Beloetsjistan, in Pakistan en in verspreide delen van Iran, Afghanistan en Turkmenistan en door expatriate Brahui-gemeenschappen in Irak, Qatar en de Verenigde Arabische Emiraten. De dichtstbijzijnde Dravidisch sprekende bevolking van Zuid-India bevindt zich op een afstand van meer dan 1.500 kilometer. In de districten Kalat, Khuzdar, Mastung, Quetta, Bolan, Nasirabad Noshki en Kharan in de provincie Beloetsjistan wordt Brahui gesproken. Brahui wordt ook gesproken in Sindh, meestal in de districten Larkana en Nawabshah.

## Verspreiding
Brahui wordt gesproken in het centrale deel van Pakistaans Beloetsjistan, voornamelijk in de districten Kalat, Khuzdar en Mastung, maar ook in kleinere aantallen in aangrenzende districten, evenals in Afghanistan, dat grenst aan Pakistaans Beloetsjistan; veel leden van de etnische groep spreken echter niet langer Brahui. De editie 2013 van Ethnologue meldt dat er 4 miljoen sprekers van de taal zijn, voornamelijk in de Pakistaanse provincie Beloetsjistan. Er is ook een onbekend maar zeer klein aantal expat Brahuis in de Arabische staten van de Perzische Golf, in de Iraanse provincie Sistan en Beloetsjistan en Turkmenistan.

## Geschiedenis
Er is geen consensus over de vraag of Brahui een relatief recente taal is die in Beloetsjistan is geïntroduceerd, of een overblijfsel van een oudere, wijdverspreide Dravidische taalfamilie. Volgens Josef Elfenbein (1989) is de meest voorkomende theorie dat de Brahui deel uitmaakten van een Dravidische invasie in het noordwesten van India in het 3e millennium voor Christus, maar in tegenstelling tot andere Dravidiërs die naar het zuiden migreerden, bleven ze sinds vóór 2000 voor Christus in Sarawan en Jahlawan. Sommige andere geleerden zien het echter als een recente migrantentaal naar de huidige regio. Ze stellen dat Brahui pas na 1000 na Christus vanuit centraal India naar Beloetsjistan kon zijn gemigreerd. De afwezigheid van oudere Iraanse (Avestaanse) leenwoorden in Brahui ondersteunt deze hypothese. De belangrijkste Iraanse bijdrage aan de Brahui-woordenschat, Beloetsji, is een Noordwest-Iraanse taal en verhuisde pas rond 1000 na Christus naar het gebied vanuit het westen. Een geleerde plaatst de migratie pas in de 13e of 14e eeuw.
Southworth (2012) stelt dat Brahui geen Dravidische taal is, maar kan worden gekoppeld aan de resterende Dravidische talen en Elamiet om de "Zagrosiaanse familie" te vormen die zijn oorsprong vindt in Zuidwest-Azië (Zuid-Iran) en wijd verspreid werd in Zuid-Azië en delen van Oost-West-Azië vóór de Indo-Arische migratie.